# Bistum Ica
Das Bistum Ica (lateinisch Dioecesis Icensis, spanisch Diócesis/Obispado de Ica) ist ein im Südosten Perus gelegenes römisch-katholisches Bistum mit Sitz in Ica.

## Geschichte
Das Bistum Ica wurde am 10. August 1946 durch Papst Pius XII. mit der Apostolischen Konstitution Ad maiora christifidelium aus Gebietsabtretungen des Erzbistums Lima errichtet und diesem als Suffraganbistum unterstellt.
Es umfasst das Gebiet der Region Ica.

## Bischöfe von Ica
- Francisco Rubén Berroa y Bernedo, 24. November 1946–12. Juli 1958
- Alberto Maria Dettmann y Aragón OP, 6. Februar 1959–5. Oktober 1973
- Guido Breña López OP, 5. Oktober 1973–31. Oktober 2007
- Héctor Eduardo Vera Colona, seit 31. Oktober 2007